# Nslookup
nslookup (англ. name server lookup поиск на сервере имён) — утилита, предоставляющая пользователю интерфейс командной строки для обращения к системе DNS (проще говоря, DNS-клиент). Позволяет задавать различные типы запросов и опрашивать произвольно указываемые сервера. Её аналогом являются утилиты host и dig. Разработана в составе пакета BIND (для UNIX-систем).
Утилита портирована на Windows непосредственно фирмой Microsoft и поставляется вместе с операционной системой.

## Пример данных с сервера по умолчанию
nslookup wikipedia.org

Server: 127.0.0.1

Address: 127.0.0.1#53

Non-authoritative answer:

Name: wikipedia.org

Address: 208.80.152.201

## Пример данных с заданного сервера
nslookup wikipedia.org ns1.wikimedia.org

Server:		ns1.wikimedia.org

Address:	208.80.152.142#53

Name:	wikipedia.org

Address: 208.80.152.201